# Mistrzostwa Europy w Lekkoatletyce 2016 – pchnięcie kulą mężczyzn

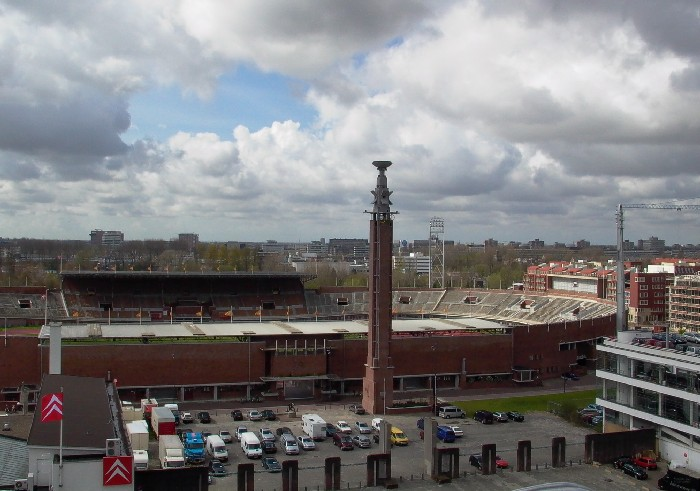
Olympisch Stadion (Stadion Olimpijski) w Amsterdamie, Holandia

Pchnięcie kulą mężczyzn – jedna z konkurencji technicznych rozgrywanych podczas lekkoatletycznych mistrzostw Europy na Stadionie Olimpijskim w Amsterdamie.
Tytuł z poprzednich mistrzostw obronił David Storl. W finale wystąpiło dwóch Polaków, z których Michał Haratyk zdobył srebrny medal, natomiast Konrad Bukowiecki zakończył zmagania na czwartym miejscu.

## Terminarz
| Data     | Godzina |              |
| -------- | ------- | ------------ |
| 9 lipca  | 13:05   | Kwalifikacje |
| 10 lipca | 17:30   | Finał        |

## Rekordy
|                                        | Zawodnik       | Wynik | Miejsce   | Data                  |
| -------------------------------------- | -------------- | ----- | --------- | --------------------- |
| Rekord świata                          | Randy Barnes   | 23,12 | Westwood  | 20 maja 1990(dts)     |
| Rekord Europy                          | Ulf Timmermann | 23,06 | Chania    | 22 maja 1988(dts)     |
| Rekord mistrzostw Europy               | Werner Günthör | 22,22 | Stuttgart | 28 sierpnia 1986(dts) |
| Najlepszy wynik na świecie w 2016 roku | Joe Kovacs     | 22,13 | Eugene    | 27 maja 2016(dts)     |
| Najlepszy wynik w Europie w 2016 roku  | Michał Haratyk | 21,23 | Kielce    | 8 maja 2016(dts)      |

## Rezultaty

### Kwalifikacje
Awans: 20,30 m (Q) lub 12 najlepszych rezultatów (q).
Źródło: .
| Poz. | Grupa | Zawodniczka           | Reprezentacja        | Próby | Próby | Próby | Wynik | Uwagi |
| Poz. | Grupa | Zawodniczka           | Reprezentacja        | 1     | 2     | 3     | Wynik | Uwagi |
| ---- | ----- | --------------------- | -------------------- | ----- | ----- | ----- | ----- | ----- |
| 1.   | A     | David Storl           | Niemcy               | 20,84 | –     | –     | 20,84 | Q     |
| 2.   | A     | Konrad Bukowiecki     | Polska               | 19,80 | 20,65 | –     | 20,65 | Q     |
| 3.   | B     | Michał Haratyk        | Polska               | 19,27 | 19,54 | 20,45 | 20,45 | Q     |
| 4.   | B     | Tsanko Arnaudov       | Portugalia           | 20,06 | 20,42 | –     | 20,42 | Q,    |
| 5.   | B     | Tobias Dahm           | Niemcy               | 20,42 | –     | –     | 20,42 | Q,    |
| 6.   | B     | Stipe Žunić           | Chorwacja            | 19,71 | 19,67 | 20,24 | 20,24 | q     |
| 7.   | B     | Carlos Tobalina       | Hiszpania            | 20,16 | 19,68 | –     | 20,16 | q,    |
| 8.   | B     | Asmir Kolašinac       | Serbia               | 20,12 | 20,14 | x     | 20,14 | q     |
| 9.   | A     | Borja Vivas           | Hiszpania            | 20,10 | 19,88 | 20,12 | 20,12 | q     |
| 10.  | A     | Nicholas Scarvelis    | Grecja               | 19,80 | 19,96 | 20,11 | 20,11 | q     |
| 11.  | A     | Andrei Toader         | Rumunia              | x     | 19,51 | 20,00 | 20,00 | q     |
| 12.  | B     | Mesud Pezer           | Bośnia i Hercegowina | 19,15 | 19,72 | 19,67 | 19,72 | q     |
| 13.  | A     | Hamza Alić            | Bośnia i Hercegowina | x     | x     | 19,61 | 19,61 |       |
| 14.  | A     | Ladislav Prášil       | Czechy               | 18,93 | 19,22 | 19,56 | 19,56 |       |
| 15.  | A     | Nedžad Mulabegović    | Chorwacja            | 19,11 | 19,38 | 19,55 | 19,55 |       |
| 16.  | B     | Andrei Gag            | Rumunia              | 19,49 | 19,38 | x     | 19,49 |       |
| 17.  | A     | Bob Bertemes          | Luksemburg           | x     | 19,39 | 19,13 | 19,39 |       |
| 18.  | A     | Alaksiej Niczypor     | Białoruś             | 18,06 | 19,34 | x     | 19,34 |       |
| 19.  | B     | Mikałaj Abramczuk     | Białoruś             | 18,02 | 19,06 | x     | 19,06 |       |
| 20.  | B     | Arttu Kangas          | Finlandia            | x     | 18,66 | 18,91 | 18,91 |       |
| 21.  | B     | Kristo Galeta         | Estonia              | 18,76 | 18,50 | 18,23 | 18,76 |       |
| 22.  | B     | Filip Mihaljević      | Chorwacja            | 18,72 | x     | 18,53 | 18,72 |       |
| 23.  | A     | Leif Arrhenius        | Szwecja              | 18,64 | x     | x     | 18,64 |       |
| 23.  | A     | Marco Fortes          | Portugalia           | x     | 18,64 | x     | 18,64 |       |
| 25.  | B     | Sebastiano Bianchetti | Włochy               | 18,38 | 18,56 | x     | 18,56 |       |
| 26.  | B     | Ivan Emilianov        | Mołdawia             | 18,38 | 17,99 | 18,09 | 18,38 |       |
| 27.  | B     | Martin Stašek         | Czechy               | x     | 18,32 | x     | 18,32 |       |
|      | A     | Georgi Iwanow         | Bułgaria             | x     | x     | x     | NM    |       |
|      | A     | Kemal Mešić           | Bośnia i Hercegowina | x     | x     | x     | NM    |       |

### Finał
Źródło: .
| Poz. | Zawodniczka        | Reprezentacja        | Próby | Próby | Próby | Próby | Próby | Próby | Wynik | Uwagi |
| Poz. | Zawodniczka        | Reprezentacja        | 1     | 2     | 3     | 4     | 5     | 6     | Wynik | Uwagi |
| ---- | ------------------ | -------------------- | ----- | ----- | ----- | ----- | ----- | ----- | ----- | ----- |
| 01 ! | David Storl        | Niemcy               | x     | 21,03 | 20,84 | x     | 21,31 | x     | 21,31 | EL    |
| 02 ! | Michał Haratyk     | Polska               | 20,77 | 19,92 | 20,22 | 21,19 | x     | 20,53 | 21,19 |       |
| 03 ! | Tsanko Arnaudov    | Portugalia           | 20,59 | x     | x     | 19,28 | 19,87 | x     | 20,59 | SB    |
| 4.   | Konrad Bukowiecki  | Polska               | 20,52 | 20,58 | 20,55 | 20,48 | 19,81 | x     | 20,58 |       |
| 5.   | Asmir Kolašinac    | Serbia               | 20,01 | 20,05 | x     | x     | x     | 20,43 | 20,43 |       |
| 6.   | Andrei Toader      | Rumunia              | 19,90 | 20,18 | x     | 19,52 | 20,18 | 20,26 | 20,26 |       |
| 7.   | Tobias Dahm        | Niemcy               | 20,03 | 20,25 | 19,76 | 19,78 | 20,17 | 20,13 | 20,25 |       |
| 8.   | Borja Vivas        | Hiszpania            | 19,58 | 20,15 | 20,03 | x     | 20,16 | 20,16 | 20,16 |       |
| 9.   | Stipe Žunić        | Chorwacja            | 19,95 | x     | x     | NQ    | NQ    | NQ    | 19,95 |       |
| 10.  | Carlos Tobalina    | Hiszpania            | 19,15 | x     | 19,85 | NQ    | NQ    | NQ    | 19,85 |       |
| 11.  | Nicholas Scarvelis | Grecja               | 19,34 | 19,55 | 19,12 | NQ    | NQ    | NQ    | 19,55 |       |
| 12.  | Mesud Pezer        | Bośnia i Hercegowina | x     | x     | 19,49 | NQ    | NQ    | NQ    | 19,49 |       |